# 69號手榴彈
69號手榴彈是一款在第二次世界大戰期間開發和製造的手榴彈。當時英軍正在尋求開發一款比米爾斯炸彈擁有較小爆炸半徑的手榴彈，以利人員可以在與敵方相距較近時使用手榴彈，因此69號手榴彈被採納使用。  相對而言，米爾斯炸彈的爆炸半徑甚至比人員投擲的距離還要大，往往使得人員在使用時需要小心選定位置，以免被自己投擲的手榴彈所傷。

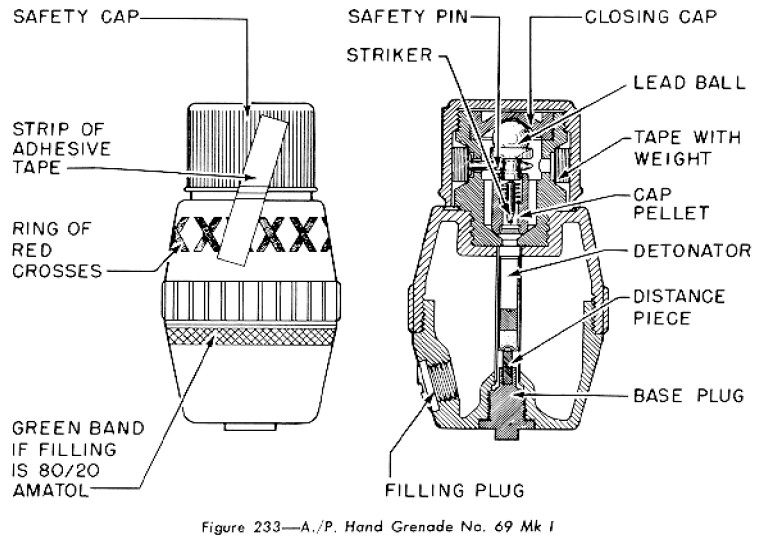
69號手榴彈的外觀與內部結構

69號手榴彈的外殼使用硬塑膠物料製成，破碎時並不會像其他使用金屬外殼的手榴彈一樣，產生可致命的金屬破片。 但是，增加一層金屬破片套可以大大增加其殺傷力。 
69號手榴彈的使用方法十分簡單: 先將可轉動頂蓋轉開並丟掉，然後向目標扔去即可。其接觸式“万向”引信會在彈體著地後引爆，手榴彈隨即爆炸。 像加蒙炸彈一樣，它們使用了同一設計的引信。而它們都在第二次世界大戰結束後不久就退役了。

## 流行文化

### 電子遊戲
- 2021年《應徵入伍》

## 外部連結
- Photo of No 69 grenade（页面存档备份，存于）
- Sectional view showing "all-ways" fuze（页面存档备份，存于）
- Another sectional view of a No 69 grenade（页面存档备份，存于）